# Justo Mullor García
Justo Mullor García (ur. 8 maja 1932 w Los Villares, zm. 30 grudnia 2016 w Rzymie) – hiszpański duchowny rzymskokatolicki, arcybiskup tytularny, dyplomata watykański w latach 1979–2000, rektor Papieskiej Akademii Kościelnej w latach 2000–2007.

## Życiorys
8 grudnia 1954 otrzymał święcenia kapłańskie i został inkardynowany do diecezji Almería. W 1957 rozpoczął przygotowanie do służby dyplomatycznej na Papieskiej Akademii Kościelnej.
21 marca 1979 został mianowany przez Jana Pawła II nuncjuszem apostolskim w Wybrzeżu Kości Słoniowej oraz biskupem tytularnym Emerita Augusta, którą w 1994 zmieniono mu na Volsinium. Sakry biskupiej 27 maja 1979 udzielił mu w Rzymie papież Jan Paweł II. Równocześnie pełnił funkcję pronuncjusza w Burkina Faso i Nigrze.
W latach 1985–1991 pracował jako stały przedstawiciel Stolicy Apostolskiej przy ONZ w Genewie.
30 listopada 1991 został przeniesiony do nuncjatury na Litwie, będąc jednocześnie akredytowanym na Łotwie i w Estonii. 15 kwietnia 1992 został ponadto administratorem apostolskim Estonii.
2 kwietnia 1997 został nuncjuszem w Meksyku. W latach 2000–2007 pełnił funkcję rektora Papieskiej Akademii Kościelnej.